# Технический дайвинг
Технический дайвинг — погружения под воду, включающие в себя одно или несколько составляющих:
- погружения глубже 40 метров (в некоторых странах глубже 30 метров)
- погружения, требующие декомпрессионных остановок — выходят за рамки бездекомпрессионного предела.
- погружения в надголовные среды дальше, чем 10 м от выхода до возвратной точки (подлёдные погружения, погружения в пещеры и т. д.)
- погружения с ускоренной декомпрессией
- использование более одной газовой смеси во время одного погружения: (воздух, найтрокс, тримикс, гелиокс).

Кроме перечисленных факторов, технические погружения отличаются от обычных рекреационных погружений тщательностью планирования, более высокими требованиями к здоровью, знаниям, экипировке и психологической подготовкой пловца.
В технодайвинге применяется система дублирования оборудования для предоставления шансов выживания в случае отказа.

## Рекорды

### Открытый цикл (Легководолазное оборудование)
- В настоящее время зарегистрированный мировой рекорд (по версии Книги рекордов Гиннесса) по глубоководному погружению в автономном снаряжении составляет 318.25 метров[1], установлен 10 июня 2005 года Нуно Гомесом в Дахабе (Красное море, Египет). Фактическим обладателем рекорда является Паскаль Бернабе, глубина погружения которого составила 330 метров[2], установлен 5 июля 2005 года;
- 18 сентября 2014 года Ахмед Габр[3] установил новый мировой рекорд по наибольшей глубине погружения. Ему удалось достичь отметки 332,4 метров ниже поверхности воды Красного моря неподалёку от города Дахаб. Этот рекорд по веским причинам подвергается сомнению.
- В 2005 году англичанин Ли Канингэм (Leigh Cunningham) совершил рекордное по глубине погружение на «рэк» (затонувшие объекты), на кипрское судно «Yolanda». (Красное море. Египет). Он погрузился на глубину 205 м.
- Рекорд России составляет 185 метров[4], установлен 20 ноября 2009 года Иваном Горбенко на Голубом озере в Кабардино-Балкарии.
- Рекорд России при погружении при температуре воды близкой к точке замерзания (+1) принадлежит Геннадию Мисан и составляет 154 метра[5], озеро Байкал. Установлен 16 декабря 2005 года.
- Рекорд России, установленный женщиной-дайвером, составляет 156 метров и принадлежит Татьяне Опариной, озеро Байкал, 19 декабря 2015 г.[6]
- Рекордное погружение в Чёрное море на 179,9 м принадлежит российскому дайверу Алексею Сергеевичу Волкову. Погружение было совершено 27 августа 2016 года в окрестностях Новороссийска.[7]